# إسومي (تشيبا)
مدينة إسومي (بالإنجليزية: Isumi) هي إحدى المدن التابعة لولاية تشيبا. تأسست رسميًا في 05/12/2005. ويقدر عدد سكانها بـ 41605 نسمة حسب تقدير مكتب الإحصاء الياباني لعام 2012. تبلغ مساحة إسومي 157.5 كم2. بكثافة سكانية تبلغ 264 نسمة/كم2.

## توأمة
لإسومي (تشيبا) اتفاقيات توأمة مع:
- دولوث